# Міхкель Тікс
Міхкель Тікс (ест. Mihkel Tiks, 11 червня 1953 року, Таллінн) — естонський письменник, журналіст та колишній баскетболіст. 
Міхкель Тікс закінчив середню школу в Рапла в 1971 році, а потім вивчав журналістику в Тартуському університеті з 1971 по 1978 рік. У той же час він зробив кар’єру як професійний баскетболіст і завоював золоту медаль на чемпіонаті Європи разом з радянською командою юніорів у 1970 році. По завершенні спортивної кар'єри він працював редактором у різних міністерствах, з 1986 по 1988 рік був членом редакції молодіжного журналу «Vikerkaar» (до 2006 року видавалась також російськомовна версія під назвою «Радуга») та з 1988 по 1991 рік — головним редактором журналу «Teater. Muusika. Kino». Він працював також позаштатним журналістом, видавцем і місцевим політиком (зокрема, був засновником «Партії місцевих вибороів» (ест. Kohalike Valimiste Erakond)). 
Тікс був одним із засновників об’єднання письменників Wellesto і членом Спілки письменників Естонії з 1989 по 1995 рік, звідки пішов за власним бажанням.
З початку 2000-х років і по 2014 рік постійно мешкав у Криму. Цей досвід він описав у автобіографічному романі «Кримський в’язень» (ест. Krimmi vang), перший том якого охоплює життя та кохання в українському Кримі, тоді як другий том символічно називається «Російська доба» (ест. Vene aeg — це аллюзія до естонської історіографії, де таку назву має період російської окупації Естонії). Попри дуже критичне ставлення Тікса до українських реалій, зокрема всеосяжної корупції і архаїчної забюрократизованості, він не може жити за нової, дуже радянської за суттю влади.

## Нагороди
- 1985 рік — Друга премія на конкурсі романів
- 1999 рік — Друга премія за «Muulane ja kohtlane» на конкурсі п’єс Естонської театральної аґенції[et] (ест. Eesti Teatri Agentuur)[11]

## Твори
Тікс дебютував наприкінці 1970-х років у виставі про спортивне життя та залишився вірним цій темі у своїх пізніших роботах. Найбільше уваги привернув його дебютний Баскетбольний роман (1985), який зображає світ професійного спорту вищої ліги. Щодо роману звучали як схвальні, так і критичні відгуки. Пізніші твори — студентський роман, написаний разом із сином Танелем про період застою та спогади автора, які стосуються потрясінь в Естонії під час Співочої революції. 
- П'єса «Lahtihüpe», 1980
- Korvpalliromaan. — Tallinn: Kirjastus «Eesti Raamat», 1985. — 176 lk. (видано також переклад російською: Тикс М. Баскетбольный роман. — Таллинн : Ээсти раамат, 1985. — 173 с.)
- Ja kui teile siin ei meeldi (у співаторстві з Tanel Tiks). — Tallinn: Kirjastus «Revalia», 1991. — 304 lk.
- Estland selbst entdecken. — Huma-Verlag, 1992. — 252 s. ISBN 978-3887-5-8051-3
- Muulane ja kohtlane. — Tallinn: Eesti Näitemänguagentuur, 2001. — 44 lk. ISBN 998-5784-073
- Mängumees. — Tallinn: Kirjastus «Tänapäev», 2010. — 542 lk. ISBN 978-9985-6-2963-5
- Elumees. — Tallinn: Kirjastus «Tänapäev», 2011. — 344 lk. ISBN 978-9949-2-7029-3
- Ärimees. — Tallinn: Kirjastus «Tänapäev», 2011. — 296 lk. ISBN 978-9949-2-7110-8
- Muidumees. — Tallinn: Kirjastus «Tänapäev», 2012. — 302 lk. ISBN 978-9949-2-71924
- Krimmi vang: Esimene osa. — Tallinn: Kirjastus «Tänapäev», 2019. — 468 lk. ISBN 978-9949-8-5623-7
- Krimmi vang: Teine osa. — Tallinn: Kirjastus «Tänapäev», 2020. — 340 lk. ISBN 978-9949-8-5622-0